# أسد دوراني
الجنرال محمد أسد دوراني (7 فبراير 1941) هو جنرال متقاعد من رتبة 3 نجوم في الجيش الباكستاني. عمل دوراني سابقًا منصب المدير العام وكالة الاستخبارات الباكستانية والمدير العام السابق للمخابرات العسكرية للجيش الباكستاني.

## المسيرة
ولد دوراني في عام 1941 في روالبندي، الهند البريطانية (باكستان الحالية). من عام 1957 إلى عام 1959 التحق بكلية الحكومة وهي الآن جامعة حيث حصل على درجة البكالوريوس في العلوم. التحق بالجيش الباكستاني في عام 1959. وانضم بعد ذلك إلى الأكاديمية العسكرية الباكستانية. في عام 1960، تم تكليفه كملازم ثان في الجيش كضابط مدفعي. أما كقائد، شارك في الحرب الهندية الباكستانية عام 1965. كما شارك في حرب 1971 ضد الهند.
كان دوراني في مناصب رئيسية، بما في ذلك تدريب في أكاديمية الضباط وبعد ذلك في كلية القيادة والأركان، في كويتا كمدير عام للمخابرات العسكرية من 1988 إلى 1989؛ مدير عام المخابرات بين الخدمات من 1990 إلى 1991، المفتش العام للتدريب والتقييم في المقر العام والقائد في كلية الدفاع الوطني.
تخرج دوراني من أكاديمية الأركان العامة في ألمانيا. كما كان الجنرال العسكري الباكستاني لألمانيا من 1980 إلى 1984. بعد تقاعده من الجيش، كان سفيرا لباكستان في ألمانيا (1994-1997) والمملكة العربية السعودية (2000-2002).
في عام 1994، اتهم رئيس الوزراء السابق نواز شريف دوراني وميرزا أسلم بيغ برغبتهما في بيع «الهيروين لدفع تكاليف العمليات العسكرية السرية للبلاد في أوائل عام 1991».
في عام 2008، أقر دوراني «بتوزيع الأموال على التحالف ضد بنازير بوتو» في الانتخابات العامة الباكستانية عام 1993.
في عام 2015، قال دوراني للصحافة إنه «من المحتمل» أن الحكومة الباكستانية كانت تعرف موقع أسامة بن لادن و «كانت الفكرة أنه في الوقت المناسب، سيتم الكشف عن موقعه. وكان الوقت المناسب هو الوقت الذي يمكنك فيه الحصول على مقابل دائم.»

## سجلات الجاسوس
في عام 2018، شارك في تأليف كتاب سجلات الجاسوس ووهم السلام مع AS Dulat، الرئيس السابق لجناح الأبحاث والتحليل. كان من المفترض أن يحضر إصدار الكتاب مع دولت في الهند، لكن الحكومة الهندية رفضت تأشيرته. بعد ذلك، تلقى استدعاء للمثول أمام المقر العام على الكتاب ووضع في قائمة مراقبة الخروج.
طالب رئيس الوزراء الباكستاني السابق نواز شريف بأن تناقش لجنة الأمن القومي الكتاب. ومع ذلك، في أكتوبر 2018، قال محامي أسد دوراني إنهم لم يتلقوا أي إشعار بالتحقيق وطالب إزالة اسم أسد دوراني من قائمة مراقبة الخروج.
يقترح شازار شفط وهو محلل أمني أقترج سببين في أصوات جنوب آسيا (يستضيفها مركز ستيمسون) حول تعرض الأسد دوراني لردة الفعل العكسية. الأول يتعلق بتعليقات دوراني على أخاند بهارات في الكتاب والثاني يتعلق بتعليقات كولبوشان جادهاف. ومع ذلك، وجد تقرير صادر عن شبكة سي إن إن بأن الكتاب (بالإضافة إلى نسخة PDF مقرصنة) كان متاحًا مجانًا في باكستان وأن الحكومات الباكستانية «بالغت في ردة الفعل»، وفقًا لما قاله حسن أسكاري رزفي وغيره من محللي الدفاع ربما لأن دوراني لم يحصل إذن مُسبق لمثل هذا الكتاب.
في 22 فبراير 2019، أُدين أسد دوراني بانتهاك قواعد السلوك العسكرية الباكستانية لقيامه بالمشاركة في كتابة الكتاب. تم سحب معاشات أسد دوراني وغيرها من البدلات، ولم يتم بعد تحديد ما إذا كان ينبغي إزالته من قائمة مراقبة الخروج أم لا.

## قائمة المراجع
- أسد دوراني، سجلات الجاسوس: RAW و ISI ووهم السلام (مع AS Dulat) (HarperCollins، 2018) (ردمك 978-9352779253)
- أسد دوراني، باكستان متجولاً: التنقل في المياه المضطربة (هيرست، 2018) (ردمك 978-1849049610)

## روابط خارجية
- اللفتنانت جنرال (إلى اليمين) أسعد دوراني: أفغانستان بعد عام 2014
- صنع القرار الإستراتيجي في باكستان من قبل أسد دوراني